# Mycomya taurica
Mycomya taurica är en tvåvingeart som först beskrevs av Gabriel Strobl 1898.  Mycomya taurica ingår i släktet Mycomya och familjen svampmyggor. Inga underarter finns listade i Catalogue of Life.